# 裸眉鸫科
裸眉鸫科（学名：Philepittidae）是雀形目霸鹟亚目的一个科，现仅存2属4种，全部分布于马达加斯加岛。

## 分类
- 裸眉鸫属 
  - 紫黑裸眉鸫 
  - 施氏裸眉鸫
- 弯嘴裸眉鸫属 
  - 弯嘴裸眉鸫 
  - 小弯嘴裸眉鸫